# Sindromul Sjögren
Sindromul Sjögren (SS) este o boală autoimună cronică care afectează în principal glandele exocrine ale corpului, în special glandele lacrimale și salivare. Simptomele comune includ gură uscată, ochi uscați și adesea afectează grav și alte sisteme de organe, cum ar fi plămânii, rinichii și sistemul nervos.

## Simptome

### Prezentare generală și importanță pentru pacienți
Într-un sondaj realizat în 2021 cu pacienți cu sindromul Sjögren, majoritatea respondenților au declarat că opt simptome ale sindromului Sjögren au avut un impact major sau moderat asupra vieții lor: oboseală (79%); ochi uscați (75%); gură uscată (73%); dureri articulare (65%); tulburări de somn (64%); disconfort ocular (60%); dureri musculare (56%); și ceață mintală (54%).

### Simptome
Simptomele principale sunt uscăciunea (gura uscată și ochi uscați), durerea și oboseala. Alte simptome pot include pielea uscată, uscăciunea vaginală, tuse cronică, amorțeală la mâini și picioare, senzație de oboseală, dureri musculare și articulare și probleme cu tiroida. Persoanele afectate prezintă, de asemenea, un risc crescut (15%) de limfom. 

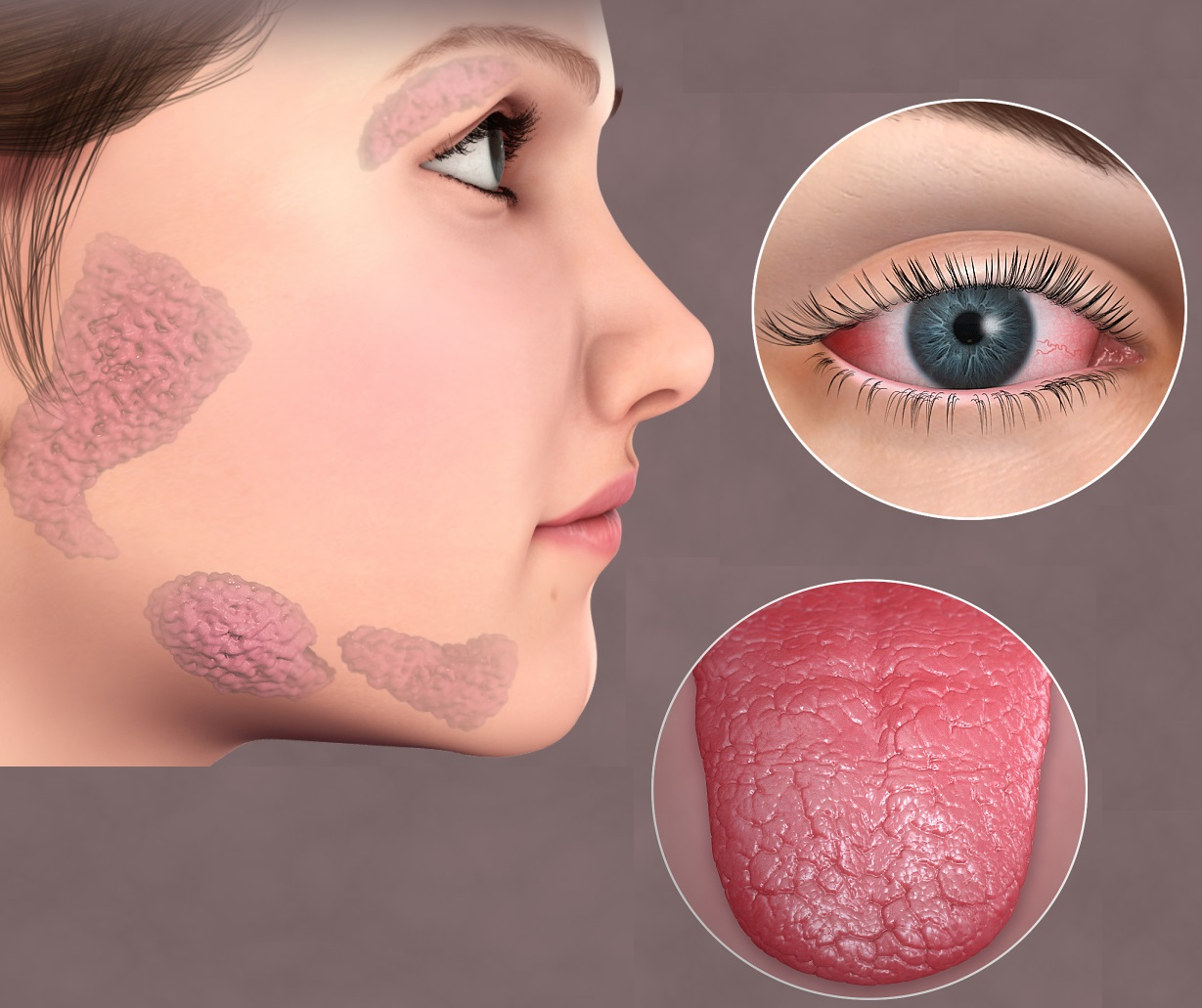
Uscăciunea caracteristică apare în mai multe zone, cum ar fi limba, fața și ochii. Glandele salivare (care pot fi umflate) sunt marcate în stânga, nu este vorba despre o erupție cutanată facială.

Simptomul principal al sindromului Sjögren este gura uscată și keratoconjunctivita sicca (ochi uscați). Pot apărea și uscăciunea vaginală, pielea uscată și nasul uscat. De asemenea, pot fi afectate și alte organe ale corpului, inclusiv rinichii, vasele de sânge, plămânii, ficatul, pancreasul și creierul.
La unele persoane cu SS, uscăciunea pielii poate fi rezultatul infiltrării limfocitare în glandele pielii. Simptomele se pot dezvolta insidios, iar diagnosticul este adesea trecut cu vederea câțiva ani, deoarece uscăciunea (xerostomia) poate fi atribuită medicamentelor, unui mediu uscat sau îmbătrânirii, sau poate fi considerată a nu avea o severitate care să justifice nivelul de investigație necesar pentru stabilirea prezenței bolii autoimune subiacente.
Sindromul Sjögren poate deteriora organele vitale, cu simptome care pot stagna sau se înrăutăți, sau pot intra în remisie, ca și în cazul altor boli autoimune. Unele persoane pot experimenta doar simptomele ușoare ale uscăciunii ochilor și gurii, în timp ce altele prezintă simptome ale bolii severe. Mulți pacienți pot trata problemele simptomatic. Alții experimentează vedere încețoșată, disconfort ocular constant, infecții recurente ale gurii, inflamarea glandelor parotide, disfonie (tulburări vocale, inclusiv răgușeală) și dificultăți la înghițire și mâncare. Oboseala debilitantă și durerile articulare pot afecta grav calitatea vieții. Unii pacienți pot dezvolta afectare renală (nefrită tubulointerstițială autoimună) care duce la proteinurie (exces de proteine în urină), defect de concentrare urinară și acidoză tubulară renală distală.

### Complicații
Printre complicațiile discutate mai sus, femeile cu anticorpi anti-Ro/SS-A și anti-La/SS-B care rămân însărcinate au un risc crescut de lupus eritematos neonatal cu bloc cardiac congenital care necesită un stimulator cardiac. Crioglobulinemia de tip I este o complicație cunoscută a sindromului Sjögren.
Sindromul Sjögren poate afecta organe precum ficatul, pancreasul, rinichii, plămânii și sistemul nervos central.

### Condiții asociate
Sindromul Sjögren este asociat cu o serie de alte afecțiuni medicale, dintre care multe sunt tulburări autoimune sau reumatice, cum ar fi celiachie, fibromialgia, lupus eritematos sistemic (lupus), tiroidita autoimună, scleroza multiplă și spondiloartropatia, precum și mai multe malignități, în principal limfomul non-Hodgkin.
Sindromul Sjögren este a doua cea mai frecventă cauză a disautonomiei.

## Cauze
Deși cauza exactă nu este clară, se crede că implică o combinație de genetică și factori de mediu, cum ar fi expunerea la un virus sau o bacterie. Poate apărea independent de alte probleme de sănătate (sindromul Sjögren primar) sau ca rezultat al unei alte afecțiuni a țesutului conjunctiv (sindromul Sjögren secundar). Sindromul Sjögren poate fi asociat cu alte boli autoimune, inclusiv artrita reumatoidă (RA), lupusul eritematos sistemic (LES) sau scleroza sistemică. Inflamația rezultată deteriorează progresiv glandele. Diagnosticul se pune prin biopsie a glandelor salivare și teste de sânge pentru anticorpi specifici. La biopsie, există de obicei limfocite în glande.
Cauza sindromului Sjögren este necunoscută, dar poate fi influențată de o combinație de factori genetici, de mediu și alți factori, ca în cazul multor alte tulburări autoimune. Aproximativ 20 de autoanticorpi ar putea fi implicați.

### Genetica
Observarea ratelor ridicate de tulburări autoimune în familiile cu antecedente de sindromul Sjögren este legată de o predispoziție genetică la sindrom. Studiile privind polimorfismele regiunilor genelor (HLA)-DR și HLA-DQ la pacienții cu Sjögren arată o susceptibilitate diferită la sindrom ca rezultat al diferitelor tipuri de producție de autoanticorpi rezultați.

### Hormoni
Deoarece sindromul Sjögren este asociat cu o prevalență ridicată la femei, se crede că hormonii sexuali, în special estrogenul, afectează răspunsurile imune umorale și celulare, care afectează susceptibilitatea la sindrom. Androgenii sunt în general considerați a preveni autoimunitatea. Studiile pe modele de șoareci sugerează că deficiența de estrogen stimulează prezentarea autoantigenelor, inducând simptome sindromului Sjögren.

### Microchimerism
Microchimerismul celulelor fetale (celulele limfoide ale progeniturii în circulația maternă) poate genera autoimunitate la femeile care au fost însărcinate anterior. Generarea unui potențial autoimun prin microchimerism poate duce la o comutare de la o formă silențioasă de autoimunitate cu scăderea dependentă de vârstă a toleranței de sine.

### Mediul înconjurător
Proteinele virale, moleculele înglobate sau structurile proprii degradate pot iniția autoimunitatea prin mimetism molecular și pot crește șansele de dezvoltare a sindromului Sjögren. Virusul Epstein-Barr, hepatita C și virusul T-limftropic uman de tip 1 sunt printre cei mai studiați agenți infecțioși în sindromul Sjögren. Până în prezent, nu a fost identificată nicio relație directă de cauză și efect între acești patogeni și dezvoltarea sindromului Sjögren. Structurile proprii deteriorate, care sunt ținta apoptozei, pot fi expuse greșit sistemului imunitar, declanșând autoimunitatea în glandele exocrine, care sunt adesea predispuse la răspunsuri autoimune.

## Patogeneza
Mecanismele patogenetice ale sindromului Sjögren nu au fost pe deplin elucidate, ceea ce duce la lipsa cunoștințelor de fiziopatologice privind managementul acestei exocrinopatii autoimune. Deși numeroșii factori care contribuie la progresia acestei boli au făcut dificilă descoperirea originii și cauzei exacte, progresele majore din ultimul deceniu au contribuit la un set propus de evenimente patogenetice care apar înainte de diagnosticul sindromului Sjögren.
Sindromul Sjögren a fost inițial propus ca o pierdere specifică, autoîntreținută, mediată de sistemul imunitar, a glandelor exocrine, în special a celulelor acinare și ductale. Deși aceasta explică simptomele mai evidente (cum ar fi lipsa de salivă și lichid lacrimal), nu explică efectele sistemice mai răspândite observate în progresia bolii.
În prezența unui fundal genetic susceptibil, atât factorii de mediu, cât și cei hormonali se consideră capabili să declanșeze infiltrarea limfocitelor, în special a celulelor T CD4+, celulelor B și a celulelor plasmatice, cauzând disfuncție glandulară în glandele salivare și lacrimale.
Sindromul Sjögren este asociat cu niveluri crescute în lichidul cefalorahidian (LCR) de IL-1RA, un antagonist al interleukinei 1. Aceasta sugerează că boala începe cu o activitate crescută în sistemul interleukinei 1, urmată de o reglare în sus autoreglatoare a IL-1RA pentru a reduce legarea cu succes a interleukinei 1 la receptorii săi. Interleukina 1 este probabil markerul pentru oboseală, dar IL-1RA crescut este observat în LCR și este asociat cu oboseală crescută prin comportamentul de boală indus de citokine. Cu toate acestea, sindromul Sjögren se caracterizează prin niveluri scăzute de IL-1ra în salivă, ceea ce ar putea fi responsabil pentru inflamația și uscăciunea gurii. Pacienții cu sindromul Sjögren secundar prezintă de asemenea adesea semne și simptome ale afecțiunilor reumatice primare, cum ar fi lupusul eritematos sistemic, artrita reumatoidă sau scleroza sistemică.

### Predispoziție genetică
Locusul genetic cel mai semnificativ asociat cu SS primar este regiunea complexului major de histocompatibilitate/antigen leucocitar uman (MHC/HLA), așa cum au demonstrat rezultatele preliminare ale primului studiu de asociere la nivelul întregului genom. Acest studiu a inclus date de la o cohortă de descoperire de 395 de pacienți de origine europeană cu sindromul Sjögren primar și 1.975 de persoane sănătoase de control, precum și de la un studiu de replicare care a cuprins 1.234 de cazuri și 4.779 de controale sănătoși. De asemenea, au fost detectate asocieri cu polimorfisme situate la șase loci independenți: IRF5, STAT4, BLK, IL12A, TNIP1 și CXCR5. Acest lucru a sugerat, de asemenea, activarea sistemului imunitar înnăscut, în special prin sistemul IFN, activarea celulelor B prin recrutarea dirijată de CXCR5 către foliculi limfoizi și activarea receptorului celulelor B (BCR) implicând BLK, și activarea celulelor T datorită susceptibilității HLA și axei IL-12-IFN-γ.
Pacienții de diferite origini etnice poartă diferite alele HLA de susceptibilitate, dintre care HLA-DR și HLA-DQ sunt implicate în patogeneza sindromului Sjögren. De exemplu, pacienții din nordul și vestul Europei și din America de Nord prezintă o prevalență ridicată a genelor B8, DRw52 și DR3. Alelele HLA clasei II sunt asociate cu prezența unor subseturi specifice de autoanticorpi, mai degrabă decât cu boala în sine. Autoanticorpii se referă la pierderea toleranței celulelor B, ceea ce duce la producția de anticorpi direcționați împotriva unor diverse antigene specifice și nespecifice organului. Asocierea dintre HLA și SS este limitată la pacienții cu anticorpi anti-SSA/Ro sau anti-SSB/La. Seropozitivitatea pentru anti-Ro și anti-La este asociată cu o severitate mai mare și o durată mai lungă a bolii, iar constatările privind abundența lor ridicată din glandele salivare ale pacienților cu Sjögren sugerează rolul lor imperativ în patogeneza SS.
Dincolo de genetică, anormalitatea epigenetică legată de metilarea ADN-ului, acetilarea histonelor sau expresia microARN are probabil un rol cheie în patogeneza bolilor autoimune, inclusiv sindromul Sjögren, deși cercetările în acest domeniu sunt foarte limitate.

### Declanșatori de mediu
Factorii de mediu, cum ar fi infecția virală glandulară, ar putea determina celulele epiteliale să activeze sistemul imunitar înnăscut independent de HLA prin receptorii Toll-like. Deși s-au implicat o serie de agenți infecțioși și exogeni în patogeneza sindromului Sjögren, cum ar fi virusul Epstein-Barr (VEB), virusul T-limftropic uman de tip 1 și virusul hepatitei C, asocierea lor cu sindromul Sjögren pare slabă. Deși VEB este prezent în glandele salivare ale indivizilor normali, s-a raportat o incidență mare de reactivare a VEB la pacienții cu Sjögren cu niveluri crescute de ADN VEB. Acest lucru indică reactivarea virală și incapacitatea infiltratelor limfoide de a controla replicarea VEB în sindromul Sjögren, ducând la inițierea sau perpetuarea unui răspuns imun în organele țintă. Cu toate acestea, modul exact în care este indusă reactivarea VEB în leziunile pacienților cu sindromul Sjögren și care sunt mecanismele moleculare specifice implicate în procesul de reactivare virală rămân de clarificat.

### Inflamație
Celulele epiteliale din leziunile sindromului Sjögren sunt participanți activi la inducerea și perpetuarea procesului inflamator. Se crede că factorii de mediu și hormonali, împreună cu un fundal genetic adecvat, declanșează sindromul Sjögren, care dereglează celulele epiteliale și permite homing-ul și activarea aberantă a celulelor dendritice (CD), a celulelor T și a celulelor B. Celulele dendritice sunt celule prezentatoare de antigen care procesează materialul antigen și îl prezintă altor celule T. În urma migrării limfocitelor în glande ca răspuns la chemokine și molecule de adeziune specifice, celulele T interacționează cu celulele epiteliale. Celulele epiteliale sunt activate în continuare de citokine proinflamatorii (IL-1β, IFN-γ și TNF), care sunt produse de celulele T adiacente. Acumularea timpurie a celulelor dendritice plasmacitoide în țesuturile țintă, care produc niveluri ridicate de IFN de tip 1, pare importantă, deoarece aceste celule pot deregla și mai mult răspunsul imun prin retenția anormală a limfocitelor în țesuturi și activarea lor ulterioară. IFN-α stimulează producția de factor de activare a celulelor B (BAFF) de către celulele epiteliale, CD și celulele T. BAFF stimulează maturarea aberantă a celulelor B, ducând la apariția celulelor B autoreactive, care produc local autoanticorpi, într-o structură asemănătoare centrului germinal (GC-like), care este de asemenea locul limfogenezei (originea limfomului).

### Moartea celulară programată
Dereglarea apoptozei (moarte celulară programată) se crede că joacă un rol în patogeneza unei varietăți de boli autoimune, deși rolul său în sindromul Sjögren este controversat. Atât proteinele Fas, cât și ligandul Fas sunt supraexpresate la pacienții cu Sjögren primar, în timp ce expresia BCL-1, despre care se știe că reglează în jos apoptoza, a fost găsită semnificativ redusă în celulele epiteliale acinare și ductale ale pacienților cu Sjögren comparativ cu persoanele sănătoase. Studiile in situ nu au arătat o creștere a apoptozei în rândul celulelor epiteliale glandulare, dar au arătat o reducere a apoptozei în rândul celulelor mononucleare infiltrate. Reducerea apoptozei a fost implicată și în acumularea de celule B autoreactive găsite în glande. Relația dintre autoanticorpii exprimați în sindromul Sjögren și apoptoză este încă cercetată.

### Factori hormonali
Hormonii sexuali par să influențeze răspunsul imun umoral și mediat celular, estrogenul fiind considerat unul dintre cei mai importanți factori responsabili pentru dimorfismul imunologic de sex. Deficitul de estrogen pare să joace un rol în dezvoltarea sindromului Sjögren. S-a emis ipoteza că administrarea de androgeni la suprafața oculară ar putea servi ca terapie eficientă pentru ochii uscați.

## Diagnostic
Deși sindromul Sjögren este una dintre cele mai comune boli autoimune, nu există teste de diagnostic specifice și neinvazive.
Diagnosticarea sindromului Sjögren (SS) este complicată de gama de simptome pe care le poate manifesta un pacient și de similitudinea dintre simptomele sindromului Sjögren și cele ale altor afecțiuni. De asemenea, pacienții cu simptome SS apelează la diferite specialități pentru tratament, ceea ce poate îngreuna diagnosticul. Deoarece ochii uscați și gura uscată sunt simptome foarte frecvente și apar adesea la persoanele peste 40 de ani, persoanele afectate pot crede că simptomele sunt legate de vârstă, astfel încât să le ignore. Unele medicamente pot provoca simptome similare cu cele ale sindromului Sjögren.

### Teste
Combinația mai multor teste, care pot fi efectuate într-o serie, poate diagnostica în cele din urmă sindromul Sjögren.

#### Analize de sânge

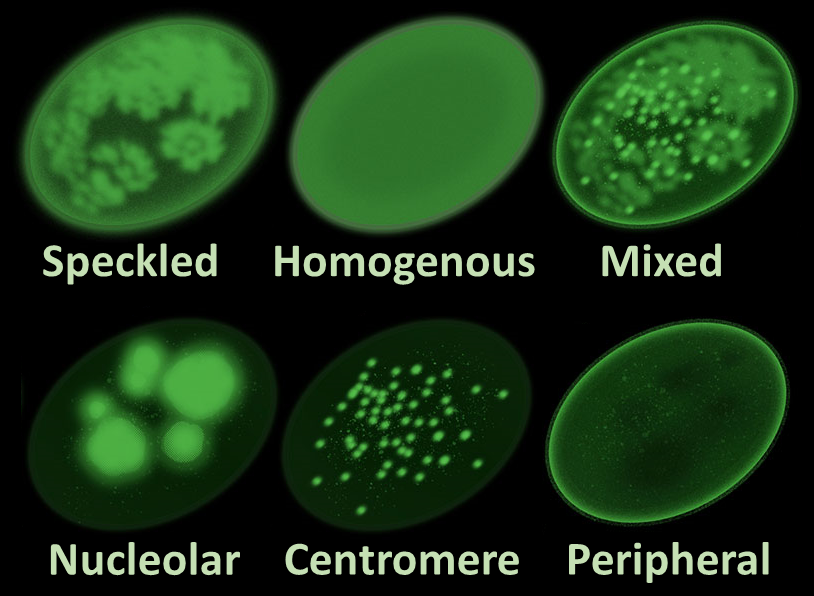
Principalele modele de anticorpi antinucleari la imunofluorescență. Persoanele cu sindromul Sjögren au de obicei un model pătat sau omogen și rar un model centromeric.

Testele de sânge pot fi efectuate pentru a determina dacă un pacient are niveluri ridicate de anticorpi care indică afecțiunea, cum ar fi anticorpul antinuclear (ANA) și factorul reumatoid (deoarece sindromul Sjögren apare frecvent secundar artritei reumatoide), care sunt asociate cu boli autoimune. Modelele tipice ANA SS sunt SSA/Ro și SSB/La, dintre care anti-SSB/La este mult mai specific; anti-SSA/Ro este asociat cu numeroase alte afecțiuni autoimune, dar este adesea prezent în SS. Cu toate acestea, testele anti-SSA și anti-SSB sunt frecvent negative în SS.

#### Testul cu roșu bengal
Testul cu roșu bengal utilizează un colorant care măsoară starea și funcția glandelor lacrimale. Acest test implică plasarea colorantului netoxic roșu bengal pe ochi. Culoarea distinctivă a colorantului ajută la determinarea stării și funcționării filmului lacrimal și a ratei de evaporare a lacrimilor. Orice schimbare de culoare distinctivă poate indica SS, dar confirmarea afecțiunii necesită multe instrumente de diagnostic corelate.

#### Testul Schirmer
Testul Schirmer măsoară producția de lacrimi: o bandă de hârtie de filtru este ținută în interiorul pleoapei inferioare timp de cinci minute, iar umezirea acesteia este apoi măsurată cu o riglă. Producerea a mai puțin de 5 mm de lichid este de obicei indicativă pentru SS. Această analiză a măsurătorilor variază între persoane în funcție de alte afecțiuni oculare și medicamente utilizate în momentul efectuării testului. O examinare cu lampă cu fantă poate revela uscăciunea la suprafața ochiului.
Utilizarea benzilor Schirmer pentru testarea uscăciunii orale este posibilă.

#### Testele fluxului de salivă
Simptomele de gură uscată și uscăciune în cavitatea orală sunt cauzate de producția redusă de salivă de către glandele salivare (glanda parotidă, glanda submandibulară și glanda sublinguală). În colectarea de salivă totală nestimulată, persoana scuipă într-o eprubetă la fiecare minut timp de aproximativ 15 minute. O colecție rezultantă de mai puțin de 1,5 ml este considerată un rezultat pozitiv. La un test de flux salivar stimulat, persoana suge bomboane fără zahăr, în timp ce colectează salivă. Un flux salivar nestimulat de 0,1 până la 0,2 ml/min și un flux stimulat de 0,7 ml/min sau mai puțin este considerat a fi un flux anormal de scăzut, indicativ pentru hipofuncția glandelor salivare.
Producția de salivă nestimulată se reduce cu 40 până la 70% între vârsta de 20 și 80 de ani, dar producția de salivă stimulată nu este afectată.

#### Biopsie a buzei
O biopsie a buzei/glandei salivare prelevează un eșantion de țesut care poate revela limfocite grupate în jurul glandelor salivare și deteriorarea acestor glande din cauza inflamației. Acest test implică îndepărtarea unui eșantion de țesut din buza/glanda salivară internă a unei persoane și examinarea acestuia la microscop. La astfel de biopsii, cel mai important rezultat al testului în diagnosticarea componentei orale a sindromului Sjögren este probabil scorul focal, care este numărul de infiltrate de celule mononucleare care conțin cel puțin 50 de celule inflamatorii într-o secțiune glandulară de 4mm2. Gradele Chisholm-Mason sunt, de asemenea, utilizate pe scară largă pentru biopsiile glandelor salivare (vezi tabel).

#### Ecografie
Ecografia glandelor salivare nu este invazivă și poate ajuta la reducerea biopsiilor inutile la pacienții anti-SSA-negativi.

#### Alte teste
O procedură radiologică este disponibilă ca test fiabil și precis pentru sindromul Sjögren, sub forma unei sialograme. Un agent de contrast este injectat în canalul parotidian, care se deschide din obraz în vestibulul gurii opus gâtului dintelui molar superior al doilea. Testul este destinat să detecteze orice blocaj în canalele glandelor salivare (de exemplu, canalul parotidian) și cantitatea de salivă care curge în gură.
Pentru sindromul Sjögren, funcția sudomotorie prin conductanța electrochimică a pielii poate ajuta în procesul de diagnostic.

### Comorbiditate autoimună
Persoanele cu sindromul Sjögren pot avea și alte afecțiuni autoimune.

### Excluderi
Sindromul Sjögren poate fi exclus la persoanele cu radioterapie anterioară a capului și gâtului, sindrom de imunodeficiență dobândită, limfom preexistent, sarcoidoză, boală grefă versus gazdă și utilizarea de medicamente anticolinergice.

## Prevenire
Nu există niciun mecanism de prevenire pentru sindromul Sjögren (SS) din cauza complexității sale ca boală autoimună.
Cu toate acestea, schimbările de stil de viață pot reduce factorii de risc asociați cu dezvoltarea SS sau pot reduce severitatea afecțiunii pentru pacienții care au fost deja diagnosticați.
Dieta este puternic asociată cu inflamația observată în multe boli legate de autoimunitate, inclusiv SS. Un studiu experimental a concluzionat că pacienții cu SS prezintă adesea o sensibilitate ridicată la gluten, care se corelează direct cu inflamația.
Exercițiul moderat este, de asemenea, util la pacienții cu SS, reducând în principal efectul inflamației pulmonare.

## Tratament

### Prezentare generală
Tratamentul este îndreptat spre gestionarea simptomelor persoanei. Pentru ochii uscați, se pot încerca lacrimi artificiale; medicamente pentru reducerea inflamației; dopuri punctuale sau altă intervenție chirurgicală pentru închiderea canalele lacrimale. Pentru gura uscată, se poate folosi guma de mestecat (de preferință fără zahăr); sorbit apă; sau un substitut de salivă. La cei cu dureri articulare sau musculare, se poate utiliza ibuprofen. Medicamentele care pot provoca uscăciune, cum ar fi antihistaminicele, pot fi, de asemenea, întrerupte. Testul diagnostic existent cel mai specific necesită biopsie a buzei.

### Tratamente
Nu se cunoaște niciun remediu sau tratament specific pentru sindromul Sjögren care să restabilească permanent secreția glandelor. În schimb, tratamentul este în general simptomatic și de suport.

#### Îngrijirea ochilor
Terapiile de înlocuire a umidității, cum ar fi lacrimile artificiale, pot ameliora simptomele uscăciunii oculare. Unii pacienți cu probleme mai severe folosesc ochelari pentru a crește umiditatea locală sau au inserate dopuri punctale pentru a reține lacrimile pe suprafața oculară pentru o perioadă mai lungă de timp.
În plus, ciclosporina (Restasis) este disponibilă pe bază de rețetă pentru tratarea ochiului uscat cronic prin suprimarea inflamației care perturbă secreția lacrimală. De asemenea, sunt disponibile medicamente eliberate pe bază de rețetă care ajută la stimularea fluxului salivar, cum ar fi cevimelina (Evoxac) și pilocarpina. Salagen, o formă fabricată de pilocarpină, poate fi utilizat pentru a ajuta la producerea de lacrimi, precum și a salivei în gură și intestine. Este derivat din planta jaborandi.

#### Uscăciunea vaginală
La femeile cu sindromul Sjögren, se raportează adesea uscăciunea vaginală, vulvodinia și dispareunia (act sexual dureros); se recomandă lubrifianții personali pentru a ajuta la reducerea iritației sau a durerii care pot rezulta din uscăciunea în zonele vaginale și vulvale.

#### Musculoscheletice
Medicamentele antiinflamatoare nesteroidiene (AINS) pot fi utilizate pentru tratarea simptomelor musculoscheletice. Pentru persoanele cu complicații severe, se pot prescrie corticosteroizi sau medicamente imunosupresoare iar uneori imunoglobuline intravenoase. De asemenea, medicamentele antireumatice modificatoare ale bolii, cum ar fi metotrexatul, pot fi utile. Hidroxiclorochina (Plaquenil) este o altă opțiune și este în general considerată mai sigură decât metotrexatul. Cu toate acestea, aceste medicamente prescrise au o serie de efecte secundare, cum ar fi greață, pierderea poftei de mâncare, amețeli, căderea părului, dureri/crampe stomacale, dureri de cap, toxicitate hepatică și risc crescut de infecții.

#### Sistemică
Pentru simptomele sistemice, inclusiv oboseală, dureri articulare, miozită și neuropatie, se folosesc adesea medicamente imunosupresoare biologice, cum ar fi rituximab și belimumab, care funcționează prin patologia celulelor B și au profiluri de toxicitate mai scăzute decât regimurile imunosupresoare tradiționale.

#### Îngrijire dentară
Tratamentul preventiv dentar este, de asemenea, necesar (și adesea trecut cu vederea de pacient), deoarece lipsa de salivă asociată cu xerostomia creează un mediu ideal pentru proliferarea bacteriilor care cauzează cariile. Tratamentele includ aplicarea topică a fluorului la domiciliu pentru întărirea smalțului dinților și curățări frecvente ale dinților de către un igienist dentar. Cariile existente trebuie, de asemenea, tratate, deoarece cariile care se extind în dinte nu pot fi tratate eficient doar prin curățarea dinților și prezintă un risc ridicat de răspândire în pulpa dintelui, ducând la pierderea vitalității și necesitatea extracției sau a tratamentului de canal. Acest regim de tratament este același ca pentru toți pacienții cu xerostomie, cum ar fi cei care suferă radioterapie a capului și gâtului, care adesea dăunează glandelor salivare; aceste glande sunt mai susceptibile la radiații decât alte țesuturi ale corpului.

#### Oboseală
Un studiu mic a arătat o posibilă eficacitate a stimulării nervului vag pentru reducerea oboselii în sindromul Sjögren.

## Prognoză

### Impacturi legate de organe

#### Limfom non-Hodgkin
Rezultatele unui număr de studii indică faptul că, comparativ cu alte boli autoimune, sindromul Sjögren este asociat cu o incidență notabil de mare a limfomului non-Hodgkin, un cancer al globulelor albe din sânge. Aproximativ 5% dintre pacienții cu SS dezvoltă o anumită formă de malignitate limfoidă. Pacienții cu cazuri severe au mult mai multe șanse de a dezvolta limfoame decât pacienții cu cazuri ușoare sau moderate. Cele mai frecvente limfoame sunt limfoamele cu celule B marginale extranodale salivare (limfoame MALT) în glandele salivare) și limfomul difuz cu celule B mari.
Limfogeneza la pacienții cu sindromul Sjögren primar este considerată un proces în mai mulți pași, primul pas fiind stimularea cronică a celulelor B autoimune, în special a celulelor B care produc factor reumatoid la nivelul țintelor bolii. Acest lucru crește frecvența mutației oncogene, ducând la orice disfuncție la punctele de control ale activării celulelor B autoimune pentru a se transforma în malignitate. Concluzia unui studiu a fost că stimularea continuă a celulelor B autoimune, ducând la anomalii germinale subtile în gene cu consecințe specifice în celulele B, stă la baza susceptibilității la limfom.

#### Alte organe
În afară de incidența notabil de mai mare a NHL malign, pacienții cu Sjögren prezintă doar o deteriorare modestă sau clinic nesemnificativă a funcției legate de organele specifice.

### Povara bolii
Sindromul Sjögren este asociat cu o povară mare de boală, iar studiile au arătat că reduce semnificativ calitatea vieții (CV), cu un impact semnificativ asupra capacității de muncă, ca urmare a ratelor crescute de deficiențe. Reducerea CV este similară cu cea observată în alte afecțiuni cronice, cum ar fi artrita reumatoidă, lupusul și fibromialgia.

### Mortalitate
Studiile publicate privind supraviețuirea pacienților cu sindromul Sjögren au fost limitate în diverse aspecte, poate din cauza dimensiunilor relativ mici ale eșantionului și a faptului că sindromul Sjögren secundar este asociat cu alte boli autoimune. Un studiu din 2010 a constatat o ușoară creștere a ratelor de mortalitate a pacienților cu Sjögren în comparație cu restul populației. Un studiu din 2016 a constatat că sindromul Sjögren primar nu a fost asociat cu o creștere a mortalității totale comparativ cu populația generală, dar că un subset de pacienți cu implicare extraglandulară, vasculită, hipocomplementemie și crioglobulinemie poate prezenta un risc crescut de mortalitate. O metaanaliză din 2021 a arătat o creștere cu 46% a mortalității, cu un risc semnificativ mai mare de mortalitate la pacienții cu vârstă mai mare, sex masculin, vasculită, boală pulmonară interstițială, complemente scăzute, anti-La/SSB pozitiv și crioglobulinemie.
La cei fără alte tulburări autoimune, speranța de viață este neschimbată.

## Epidemiologie
Sindromul Sjögren (SS) este a treia cea mai frecventă boală autoimună reumatică, după artrita reumatoidă și lupusul eritematos sistemic.
Nu există diferențe geografice în ratele de SS. Sindromul Sjögren a fost raportat în toate zonele lumii, deși ratele regionale nu au fost bine studiate.
În funcție de criteriile pentru determinarea prevalenței, studiile estimează prevalența SS la între 500.000 și două milioane de oameni în Statele Unite. Studiile mai ample privind prevalența SS variază foarte mult, cu unele rapoarte de până la o prevalență de 3% din populație. Câteva studii au raportat că incidența sindromului variază între trei și șase la 100.000 pe an. Între 0,2 și 1,2% din populație este afectată, jumătate având forma primară și jumătate forma secundară. Este de aproximativ 10 ori mai frecvent la femei decât la bărbați. Deși boala începe de obicei la vârsta mijlocie, oamenii de orice vârstă pot fi afectați.
Nouă din 10 pacienți SS sunt femei. Pe lângă prevalența la femei, s-au identificat ca factori de risc epidemiologici și existența unei rude de gradul I cu o boală autoimună și sarcinile anterioare. În ciuda riscului mai scăzut pentru bărbați, SS primar la bărbați tinde să reprezinte o formă mai severă a bolii. Rolul rasei și etniei în prevalența bolii este necunoscut.
Deși sindromul Sjögren apare la toate grupele de vârstă, vârsta medie de debut este între 40 și 60 de ani, deși până la jumătate din toate cazurile pot rămâne nediagnosticate sau nedeclarate. Prevalența SS crește în general odată cu vârsta.
Sindromul Sjögren este raportat la 30-50% dintre persoanele cu artrită reumatoidă și la 10-25% dintre cei cu lupus eritematos sistemic.

## Istoric

### Prezentare generală
Boala a fost descrisă în 1933 de Henrik Sjögren, după care este numită, dar există o serie de descrieri anterioare ale persoanelor cu simptomele respective.

### Istoric
Jan Mikulicz-Radecki (1850–1905) este, în general, creditat cu prima descriere a SS. În 1892, el a descris un bărbat de 42 de ani cu mărirea glandelor parotide și lacrimale asociată cu un infiltrat cu celule rotunde și atrofie acinară. Cu toate acestea, criteriile stabilite de Mikulicz pentru diagnostic au dus adesea la diagnosticul greșit al sindromului Mikulicz. Multe afecțiuni, cum ar fi tuberculoza, infecțiile, sarcoidoza și limfomul prezintă condiții similare cu cele atribuite sindromului Mikulicz. Cu toate acestea, termenul „sindrom Mikulicz” este încă folosit ocazional pentru a descrie apariția infiltratelor limfocitare la biopsiile glandelor salivare.
În 1930, Henrik Sjögren (1899–1986), un oftalmolog din Jönköping, Suedia, a observat un pacient cu secreții scăzute din glandele lacrimale și salivare. Sjögren a introdus termenul de keratoconjunctivită sicca pentru simptomul ochilor uscați (keratoconjunctivită). În 1933, și-a publicat teza de doctorat descriind 19 femei, dintre care majoritatea erau postmenopauză și aveau artrită, prezentând manifestări clinice și patologice ale sindromului. Sjögren a clarificat că keratoconjunctivita sicca, rezultată din deficiența de apă, nu avea nicio legătură cu xeroftalmia, rezultată din deficiența de vitamina A. Teza lui Sjögren nu a fost bine primită, deoarece Comisia de examinare a criticat unele aspecte clinice.
După cercetări și colectare extinse de date, Sjögren a publicat un articol esențial în 1951, descriind 80 de pacienți cu keratoconjunctivită sicca, dintre care 50 aveau și artrită. Următoarele sale călătorii de conferință legate de lucrarea sa au dus la un interes internațional pentru sindromul Sjögren. Termenul „keratoconjunctivită sicca” a fost inventat de însuși Sjögren și a început să fie identificat ca sindromul Sjögren în literatură, deși acum poate avea un uzaj mai general.

## Cercetare

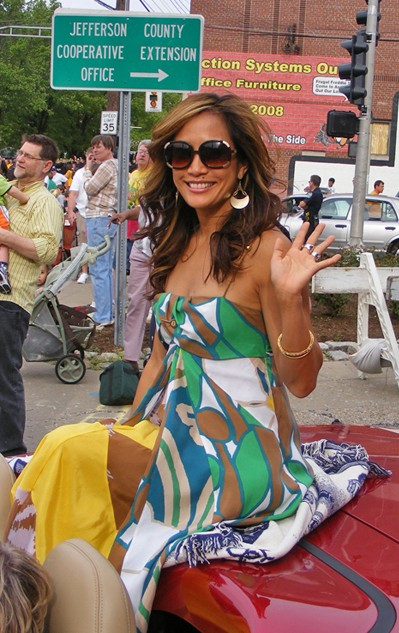
Actrița și cântăreața Carrie Ann Inaba este ambasadorul și purtătorul de cuvânt național pentru Fundația Sindromului Sjögren.

Cercetările privind bolile autoimune multifactoriale, cum ar fi SS, se concentrează pe extinderea cunoștințelor despre tulburare, îmbunătățirea instrumentelor de diagnostic și găsirea de modalități de prevenire, gestionare și vindecare a tulburării. Registrul britanic al sindromului Sjögren primar, o biobancă de țesuturi prelevate pentru cercetare, susținut de Consiliul de Cercetare Medicală din Marea Britanie, a fost înființat în 2010. Acesta susține studii clinice și genetice ale sindromului Sjögren și este deschis celor care doresc să participe la studii de cercetare și cercetătorilor care studiază boala.
Ca și în cazul altor boli autoimune, susceptibilitatea la sindromul Sjögren este puternic influențată de antigenul leucocitar uman. Alelele DQA1*05:01, DQB1*02:01 și DRB1*03:01 au fost identificate ca factori de risc, în timp ce alelele DQA1*02:01, DQA1*03:01 și DQB1*05:01 s-au dovedit a fi factori de protecție pentru boală. De asemenea, s-a stabilit relația dintre alele și rasa specifică. HLA-DQ2 și HLA-B8 se găsesc în general la pacienții caucazieni, în timp ce HLA-DR5 este legat de pacienții greci și israelieni. Se pot efectua mai multe scanări de asociere la nivelul întregului genom în viitor pentru a identifica variantele cheie de risc.
Virușii care au fost asociați cu sindromul Sjögren includ virusul limfotropic uman de tip 1 (HTLV-1), virusul Epstein-Barr (EBV), virusul imunodeficienței umane (HIV), virusul hepatitei delta (HDV) și virusul hepatitei C (HCV).
Unele cercetări au arătat că o lipsă de vitamina A și vitamina D este asociată cu boala. Deficiența de vitamina D a fost găsită ca fiind legată de manifestările neurologice și prezența limfomului la pacienți, dar nivelurile de vitamina A au fost invers corelate cu manifestările extraglandulare ale bolii.
Saliva este un potențial instrument de diagnostic pentru sindromul Sjögren, deoarece componenta salivară se modifică după debutul bolii. Cu noua tehnologie de miniaturizare, numită lab on a chip, diagnosticul poate fi mai convenabil.
În ceea ce privește terapia, în 2007 erau investigate mai mulți anticorpi monoclonali. Cel mai promițător părea a fi rituximab anti-CD20 și epratuzumab anti-CD22, în timp ce anti-TNF-α și IFN-α păreau mai puțin eficiente.
În 2014, Fundația pentru Sindromul Sjögren a anunțat un obiectiv de cinci ani de a reduce la jumătate timpul mediu de diagnosticare al bolii.

## Cazuri notabile
- Shannon Boxx (jucătoare de fotbal olimpică americană) are atât sindromul Sjögren, cât și lupus.[124]
- Carrie Ann Inaba (cântăreață și actriță) este ambasadorul și purtătorul de cuvânt național pentru Fundația pentru Sindromul Sjögren.[125]
- Venus Williams (campioană mondială de tenis) a fost diagnosticată cu sindromul Sjögren și a declarat că s-a luptat cu oboseala de ani de zile.[126]
- Stephen McPhail (fotbalist profesionist pentru Irlanda, Leeds și Cardiff City) a fost diagnosticat cu limfom și sindromul Sjögren la vârsta de 29 de ani.[127]
- Halsey (cântăreață) diagnosticată cu sindromul Sjögren, sindromul Ehlers-Danlos, sindromul de activare a mastocitelor și sindromul tahicardiei ortostatice posturale[128]
- Slađana Milošević (cântăreață sârbă), a decedat după ce s-a luptat cu sindromul Sjögren.[129]